# 蓝嘴雀属
蓝嘴雀属（学名：Spermophaga）是雀形目梅花雀科的一個属。属下共有3种鸟类。
属下物种有：
- 灰颊蓝嘴雀  (Ogilvie-Grant, 1906)
- 红胸蓝嘴雀  (Vieillot, 1807)
- 红头蓝嘴雀  (Shelley, 1888)

## 外部連結
- 维基共享资源上的相關多媒體資源：蓝嘴雀属
- 維基物種上的相關：蓝嘴雀属